# Microdon chrysidimimus
Microdon chrysidimimus är en tvåvingeart som först beskrevs av Hull 1937.  Microdon chrysidimimus ingår i släktet myrblomflugor, och familjen blomflugor. Inga underarter finns listade i Catalogue of Life.